# دايفيد غراي
دايفيد غراي (بالإنجليزية: David Gray)‏ (و. 1968  م) هو مغني، ومغن ومؤلف، وعازف قيثارة، وملحن، ومؤلفو موسيقى تصويرية بريطاني.

## التعليم
تعلم في جامعة ليفربول.

## وصلات خارجية
- دايفيد غراي على موقع IMDb (الإنجليزية)
- دايفيد غراي على موقع ميوزك برينز (الإنجليزية)
- دايفيد غراي على موقع أول ميوزيك (الإنجليزية)
- دايفيد غراي على موقع ديسكوغز (الإنجليزية)
- دايفيد غراي على موقع قاعدة بيانات الفيلم (الإنجليزية)

- دايفيد غراي في قاعدة بيانات الأفلام على الإنترنت